# Ceratostema lanceolatum
Ceratostema lanceolatum är en ljungväxtart som beskrevs av George Bentham. Ceratostema lanceolatum ingår i släktet Ceratostema och familjen ljungväxter. Inga underarter finns listade i Catalogue of Life.